# Аарон Барак
Аарон Барак (івр. אהרן ברק уродж. Арік Брік; нар. 16 вересня 1936, Каунас, Литва) — професор права в університеті Райхмана в Герцлії, а також викладач права в Єврейському університеті в Єрусалимі, Єльському університеті, Центрально-європейському університеті, Школа права Університету Джорджтауна і Університету Торонто на факультеті «правознавство».
Барак був головою Верховного Суду Ізраїля з 1995 до 2006 року. До цього був суддею у Верховному суді Ізраїлю (1978—1995), Юридичним радником уряду Ізраїлю (1975—1978) і деканом юридичного факультету в університеті Єрусалима (1974—1975).

## Біографія

### Дитинство та родина
Арік народився в Каунасі, був єдиним сином адвоката Гірша Бріка та його дружини Лії, вчительки. Після окупації нацистами міста в 1941 р. родина провела 3 роки в гето в Ковно. Наприкінці війни, після блукання по Угорщині, Австрії, Італії, Барак і його батьки дісталися Риму, де вони провели наступні 2 роки. У 1947 р. вони отримали документи та емігрували до Палестини. Після короткого періоду в мошаві сім'я оселилася в Єрусалимі.
Він вивчав право, міжнародні відносини та економіку в Єрусалимському університеті та здобув бакалавра права в 1958 році. У 1958—1960 рр. служив у Збройних силах Ізраїлю, служив в офісі фінансовим радником начальника штабу. Після закінчення повернувся до зазначеного університету, де захистив докторську дисертацію на відмінно в 1963 р.. Водночас він проходив стажування в офісі Юридичного радника уряду. Під час судової справи над Адольфом Айхманом Барак не захотів бути задіяним у роботі як той, хто вижив під час Голокосту. На його прохання він був переведений до офісу державного прокурора, щоб продовжити стажування. Після завершення стажування він був визнаний як сертифікований прокурор.
Барак одружений з Елішевою Барак-Ососкін (колишня віцепрезидент Суду з трудових конфліктів), з якою він має 3 доньок та сина, які займаються правом

### Академічна кар'єра
У 1966—1967 рр. Барак навчався в Гарвардському університеті. У 1968 р. його назначили професором в університеті Єрусалима, у 1974 р. він став деканом юридичного факультету. 1975 р. у віці 38 років був нагороджений Премією Ізраїлю. В тому ж році став членом Ізраїльської академії природничих і гуманітарних наук. У 1978 р. став членом Американської академії мистецтв і наук.

### Юридичной радник уряду
У 1975—1978 рр. Барак був юридичним радником уряду Ізраїлю. Його відомими рішеннями були:
- Рішення почати кримінальну справу проти Ашера Ядліна, голови медичної каси «Клаліт» та кандидата на посаду директора Банку Ізраїлю. Той був звинувачений у хабарництві і засуджений на 5 років ув'язнення. Під час провадження в цій справі високопосадовець Ядлін звернувся з проханням аби його допити проходили в його офісі, а не в поліцейському відділку. Барак відмовив, зауваживши що «Закон для Ядліна такий-же як і для Бузаґло»(івр. דין ידלין – כדין בוזגלו) підкреслюючи загальну рівність перед законом.[3].
- Рішення продовжити розслідування справи Міністра по будівництву Авраама Офера, незважаючи на прохання міністра закрити справу. Офер вчинив самогубство в 1977, ще до рішення розслідування.
- Рішення розслідувати справу про доларовий рахунок який всупереч закону мала Лія Рабін — дружина діючого прем'єр-міністра Іцхака Рабіна. Це рішення призвело до відставки Іцхака Рабина. Обґрунтовуючи своє рішення не порушувати кримінальної справи проти Іцхака Рабіна, Барак заявив, що той суворо покараний тим, що змушений піти зі своєї посади.

Барак був призначений прем'єр-міністром Манахемом Бегіном в 1978 р. для участі в Ізраїльсько-Єгипетських мирних переговорах на Кемп-девідських угодах. У своїй книзі «Палестина: мир, а не апартеїд», Джиммі Картер розхвалював Барака як посередника, незважаючи на політичні суперечки між ними.

### Верховний Суд Ізраїлю
22 вересня 1978 р. Барак вступив на службу на посаду судді у Верховному суді Ізраїлю і був наймолодшим суддею. У 1982—1983 роках Барак був членом комісії Іцхака Когена — державного слідчого комітету з розслідування обставин різанини в Сабра і Шатілі. За рішенням комітету міністр оборони Аріель Шарон був знятий з посади. Комітет радив ніколи більше не назначати його на цю посаду знову в майбутньому. У 1993 році на пенсію вийшов заступник голови Верховного суду Менахем Алон, і Барак був призначений на посаду заступника голови Верховного суду. Згодом, з виходом на пенсію президента Меїра Шамґара 13 серпня 1995 р., Барак був призначений головою Верховного суду.
Під час своєї служби у Верховному суді Барак значно розширив ряд питань з якими суд має справу. Він скасував постійний закон, який часто застосовував Верховний суд, і значно розширив сферу підсудності, дозволивши звернення з низки питань. Професор Дафна Барак-Ерез прокоментувала це: «Один із найзначніших впливів судді Барака на правову систему Ізраїлю полягає в змінах, які він ввів у питанні підсудності. Він був ініціатором та лідером підходу, що розглядав традиційну доктрину підсудності як неналежну, таку, що без необхідності обмежує коло питань, які може розглядати суд. Під керівництвом судді Барака Верховний суд Ізраїля значно розширив межі сфер, в яких він може приймати рішення».
Водночас, він висуває ряд стандартів як для державного управління (в основному, стандарт розумності адміністративного рішення), так і в приватному (стандарт good faith) аж до стирання відмінностей між цими сферами. Критики Барака стверджують, що при цьому Верховний суд під його керівництвом нашкодив судовій послідовності та стабільності, особливо в приватному секторі.
Починаючи з 1992 р. більша частина його судової праці була зосереджена на просуванні та формуванні «Ізраїльської Конституційної революції» (фраза, яку вигадав сам Барак), яка, на його думку, була викликана прийняттям основного закону в Кнесеті, що пов'язані з питаннями прав людини. Відповідно до підходу Барака, який був сприйнятий Верховним судом, Конституційна революція піднесла такі цінності як право на рівність, свобода праці та свобода слова до статусу нормативного верховенства, і тим самим надала судам (не тільки Верховному суду) можливість уразити законодавство, яке неузгоджене з правами, закріпленими в Основних законах Ізраїля. Отже, Барак ухвалив, що держава Ізраїль була трансформована з парламентської демократії в конституційно-парламентську демократію, тому згадані Основні закони мали розглядатися як Конституція держави.
Під час свого перебування на посаді голови Верховного суду, Барак висунув підхід суддівського активізму, у результаті чого суд не був зобов'язаний обмежувати свою діяльність лише судовим тлумаченням, натомість йому було дозволено заповнювати прогалини в праві через судову нормотворчість у формі загального права. Цей підхід був вельми спірним і був зустрінутий з великим опором, в тому числі деякими політиками. Ізраїльський коментатор з правових питань Зеєв Сеґаль написав у статті 2004 року: «Барак бачить Верховний суд [як силу для соціальних змін], далеко за межами основної його ролі — вирішення спорів. Верховний суд під його керівництвом виконує провідну роль у формуванні ізраїльського права, не набагато меншу за роль Кнесета. Барак є провідною силою в суді як ключовий суддя протягом чверті століття та як суддя № 1 протягом майже 10 років».
14 вересня 2006 р., після досягнення пенсійного віку, Барак пішов у відставку з Верховного суду. Три місяці потому він опублікував свої остаточні рішення, серед них низка судових прецедентів стосовно правопорушення заподіяної шкоди для жителів палестинських територій, ізраїльської політики цільових вбивств та пільгового режиму для ветеранів Армії Оборони Ізраїлю.
Паралельно з роботою у Верховному суді, Барак також працював як голова комітету, який протягом 20-ти років розробляв Цивільний Кодекс Ізраїля (англ. the Israeli Civil Codex), який мав об'єднати 24 основних статути цивільного права в рамках Ізраїльського законодавства в єдиний комплексний закон.

### Поновлення академічної кар'єри
Після відставки з Верховного суду, Барак увійшов до складу Міждісціплінарного центру в Герцлії, де викладає магістерську програму Комерційного права. Він також читає лекції бакалавра права. На додаток, він продовжує читати лекції в Єльській школі права та в Університеті Алабами (США), а також в Університеті Торонто на юридичному факультеті як шановний відвідувач.

## Важливі рішення
• Рішення № 6821/93 (United Hamizrahi Bank Ltd. v. Migdal Kfar Shitufi 49(4) P.D 221), у якому Барак разом з іншими суддями описав Конституційну революцію так, як він її розумів, що почалася після появи Основних законів «Про гідність та свободу людини» та «Про свободу зайнятості». У цій справі було постановлено, що Верховний суд може скасовувати закони Кнесету, які несумісні з вищезгаданими Основними законами.
• Рішення № 243/83 (The Jerusalem Municipality v. Gordon, 39(1) P.D 113), де Барак реформував ключові аспекти ізраїльського деліктного права.
• Рішення № 3269/95 (Katz v. Regional Rabbinical Court, 50(4) P.D 590), де Барак вмістив, виступаючи як заступник голови Меїра Шамґара, що закони, які стосуються майнових спорів, що витікають із розлучення, не повинні розглядатися як питання шлюбу. Вони випливають не з акту шлюбу, а з угоди між сторонами і є аспектом свободи об'єднань. Ця справа встановила, що ізраїльські рабинські суди мають застосовувати доктрину спільної власності подружжя, що ґрунтується на загальному праві Ізраїлю, а не на праві галахи.
• Рішення № 4628/93 (State of Israel v. Guardian of Housing and Initiatives (1991) Ltd., 49(2) P.D 265), де Барак запропонував новий підхід до конструкції контракту, вважаючи, що велику вагу слід приділити обставинам, що призвели до укладення контракту. Деякі аспекти поглядів Барака у зв'язку з цим залишаються спірними, але його загальний підхід до конструкції контракту прийнятий Верховним судом та існує на сьогоднішній день.
• Рішення № 165/82 (Kibbutz Hatzor v Assessing Officer, 39(2) P.D 70), що стало поворотним моментом в інтерпретації податкового права в Ізраїлі при встановленні того, що цільовому підходу надається перевага над текстуалізмом у визначенні змісту закону.
• Рішення № 40/80 (Koenig v. Cohen, 36(3) P.D 701), де Барак у меншості виклав свій підхід до тлумачення законодавства. На сьогоднішній день цей підхід став прийнятним підходом до тлумачення законодавства.
• Рішення № 817/79 (Kossoy v. Y.L. Feuchtwanger Bank Ltd., 38(3) P.D 253), де Барак поклав обов'язок добросовісності на тих, хто контролює компанію, вважаючи, що той, хто контролює компанію, не може продати свою частину акцій цієї компанії, внаслідок чого компанія, і таким чином акціонери, постраждають.

## Вплив, визнання і критика
Рішення Барака на посаді голови Верховного суду вплинули на багато аспектів життя в Ізраїлі і були предметом як схвалення, так і критики. Барак відстоював активну судову політику, яка тлумачила Основні закони Ізраїлю як його Конституцію і перевіряв закони Кнесет на цій основі. Дві його книги юридичних коментарів були перекладені англійською мовою.
Після своєї відставки з Верховного суду, новий голова суду, суддя Доріт Бейніш сказала на своїй прощальній церемонії: «У центрі розвитку права Ізраїлю стоїть Аарон Барак. Він відкрив нові горизонти. Нинішнє законодавство після його головування відрізняється за своїм призначенням від тієї епохи, яка йому передувала. З першого року перебування у Верховному суді Ізраїля, його рішення були новаторськими, з 1978 р. і до сьогоднішнього дня він встановив центральні правові норми, якими цей суд наділив ізраїльське суспільство.»
Щодо питання про суттєве розширення права на оскарження і тест розумності адміністративного рішення (який надає судам право скасовувати адміністративне рішення, якщо суддя переконаний, що воно не в межах розумності), Амнон Рубінштейн писав:
|  | Таким чином виникла ситуація, в результаті якої Верховний Суд може брати до розгляду і вирішувати будь-яке мислиме питання. На додаток до цього, нерозумність адміністративного рішення буде підставою для судового втручання. Це було тотальною революцією у судовому мисленні, яка характеризувала Верховний суд попередніх поколінь, саме це надало йому репутацію найбільш активістського суду у світі, що викликає як захоплення, так і критику одночасно. На практиці, багато в чому Верховний суд під керівництвом Барака став альтернативним урядом. |

Серед критиків судового активізму Барака є колишній голова Верховного суду Ізраїлю Моше Ландау, Рут Габізон і Річард Познер. Познер, суддя Апеляційного суду сьомого округу США і авторитетний фахівець у галузі юриспруденції, піддав критиці рішення Барака тлумачити Основні закони Ізраїля як Конституцію, заявивши, що: «тільки в Ізраїлі…судді наділяють себе повноваженнями абстрактного перегляду без конституційних чи законодавчих підстав».Він також стверджував, що ідея Барака щодо застосування судами переліку прав, які вони знаходять в «субстантивній» демократії, а не просто демократичних політичних прав, насправді передбачає «згортання» демократії і виливається в «гіперактивну» судову діяльність. Крім того, він стверджував, що підхід Барака до тлумачення статутів на практиці включає тлумачення в контексті особистої ідейної системи судді та відкриває широку сферу для дискреційних рішень, замість того, аби забезпечувати об'єктивне тлумачення статуту. Він також критикував точку зору Барака щодо розподілу державної влади, стверджуючи, що за суттю, згідно з нею «судова влада є необмеженою, а законодавчий орган не може знімати суддів з посади». Він також стверджує, що часом Барак і сам не в змозі застосувати власну філософію судової діяльності на практиці. Як би там не було, Познер зазначив, що «сам Барак за усіма оцінками блискучий, а також суворий і піднесений — Ізраїльський Като», і хоча він не розглядає судовий підхід Барака як бажану універсальну модель, він може підходити до особливих умов Ізраїлю. Він також припустив, що якби була Нобелівська премія в галузі права, Барак ймовірніше всього був би серед її найперших лауреатів.
За межами юридичної спільноти, як у лівій, так і правій частині політичного спектру, є ті, хто піддав Барака різкій критиці. Зокрема, його рішення з питань безпеки були предметом критики окремих лівих і правих політиків.
Барак світський єврей, але вірить у компроміс з релігійною сферою і в державну підтримку релігії. Його рішення про взаємодію релігії й держави призвели до ворожого ставлення до нього з боку деяких представників релігійної громадськості. Релігійні євреї з усіх сфер суспільства (включаючи харедім та релігійний сіонізм) провели масовий протест проти Верховного суду під його головуванням після того, як Верховний суд ухвалив, що у справах про розлучення ізраїльським релігійним судам необхідно вирішувати майнові суперечки відповідно до законів Кнесету, а не відповідно до Галахи.

## Основні правові вчення
- Можливість захисту в судовому порядку,
- Судовий розсуд,
- Розумність,
- Пропорційність[13],
- Цільове тлумачення.

Правова філософія Барака починається з переконання, що «світ сповнений права». Ця ідея зображує право як всеохопну модель суспільних відносин, з якої не може бути виключена жодна дія: усе, що право не забороняє, воно дозволяє; в будь-якому разі право це має на увазі щодо всього.

## Нагороди та почесні звання
- У 1975 р. був нагороджений премією Ізраїлю, в галузі юриспруденції;[15]
- у 1987 р. був обраний почесним іноземним членом Американської академії мистецтв і наук;[16]
- у 2003 р. отримав почесне звання від Брандейського університету;
- у 2006 р. був нагороджений премією юстиції Фонду Пітера Грубера за «видатну мужність і принцип, якому присвятив своє життя, а саме просуванню правосуддя і справедливого верховенства права»;[17]
- у 2007 р. отримав почесне звання від Колумбійського університету.

## Документальний фільм
У 2009 році, на основі детального інтерв'ю з Бараком, його зять Рем Лендс зробив одно-годинний документальний фільм про Барака під назвою «Суддя».

## Опубліковані роботи
- Judicial Discretion (1989) — ISBN 978-0-300-04099-9.
- Purposive Interpretation in Law (2005) — ISBN 978-0-691-12007-2. Book review.[18]
- The Judge in a Democracy (2006) — ISBN 978-0-691-12017-1.
- Begin and the Rule of Law, Israel Studies, Indiana University Press, Volume 10, Number 3, Fall 2005, pp. 1–28.